# Historias de un arrabal parisino
Historias de un arrabal parisino. (2007). Tercera novela escrita por el venezolano Vicente Ulive-Schnell. Y publicada por Ediciones Idea, en España. 
El libro semi-biográfico se basa en dos artículos que aparecieron en la edición digital y en papel del periódico neoyorquino El Nuevo Cojo Ilustrado en 2004. La novela relata el encuentro de un joven estudiante venezolano en París, la capital francesa y sus periplos por los barrios más golpeados de la ciudad (Barbès y Château-Rouge). Este trabajo reveló una nueva faceta en la escritura del autor: Su capacidad para divertir y hacer reír al lector. El texto también nos pasea por las dudas y trastabilleos de un joven que quiere convertirse en escritor pero no tiene la más remota idea de cómo lograrlo. También documenta, de manera no-intencional, los atisbos y experimentaciones con imágenes filmadas que luego llevarían a la escritura y producción del cortometraje titulado “Permanence”.
La edición hecha por Ediciones Idea contó con el apoyo y aporte del fotógrafo español Tarek Ode, quien cedió una de sus obras para la portada y quien presentó el libro en la Casa Elder de Tenerife en compañía del autor.